# Hebei-Hochschule des Nordens
Die Hebei-Hochschule des Nordens (河北北方学院, Pinyin: Héběi Běifāng Xuéyuàn), im englischen Sprachraum als Hebei North University (Abkürzung: HebeiNU) bekannt, liegt in der Stadt Zhangjiakou, im Norden der chinesischen Provinz Hebei.

## Geschichte
Die Gründung erfolgte 2003, indem drei frühere Provinzhochschulen zu einer neuen Einheit zusammengefasst wurden:
1. Zhangjiakou Medical College (ZJKMC) (Medizin)
2. Zhangjiakou Teachers College (ZJKMC) (Lehramt)
3. Zhangjiakou Advanced Postsecondary Agriculture School (ZJKAPAS) (Agrarwissenschaften)

## Größe
Es gibt 26 Abteilungen mit 15.000 Studenten. Bislang hat diese Hochschule 50.000 Studierende aus 29 Ländern und Regionen ausgebildet.
Die Bibliothek hat einen Bestand von einer Million Bänden. Die Hochschule verfügt über ein angeschlossenes Krankenhaus.